# Homosexuelles Verhalten bei Tieren

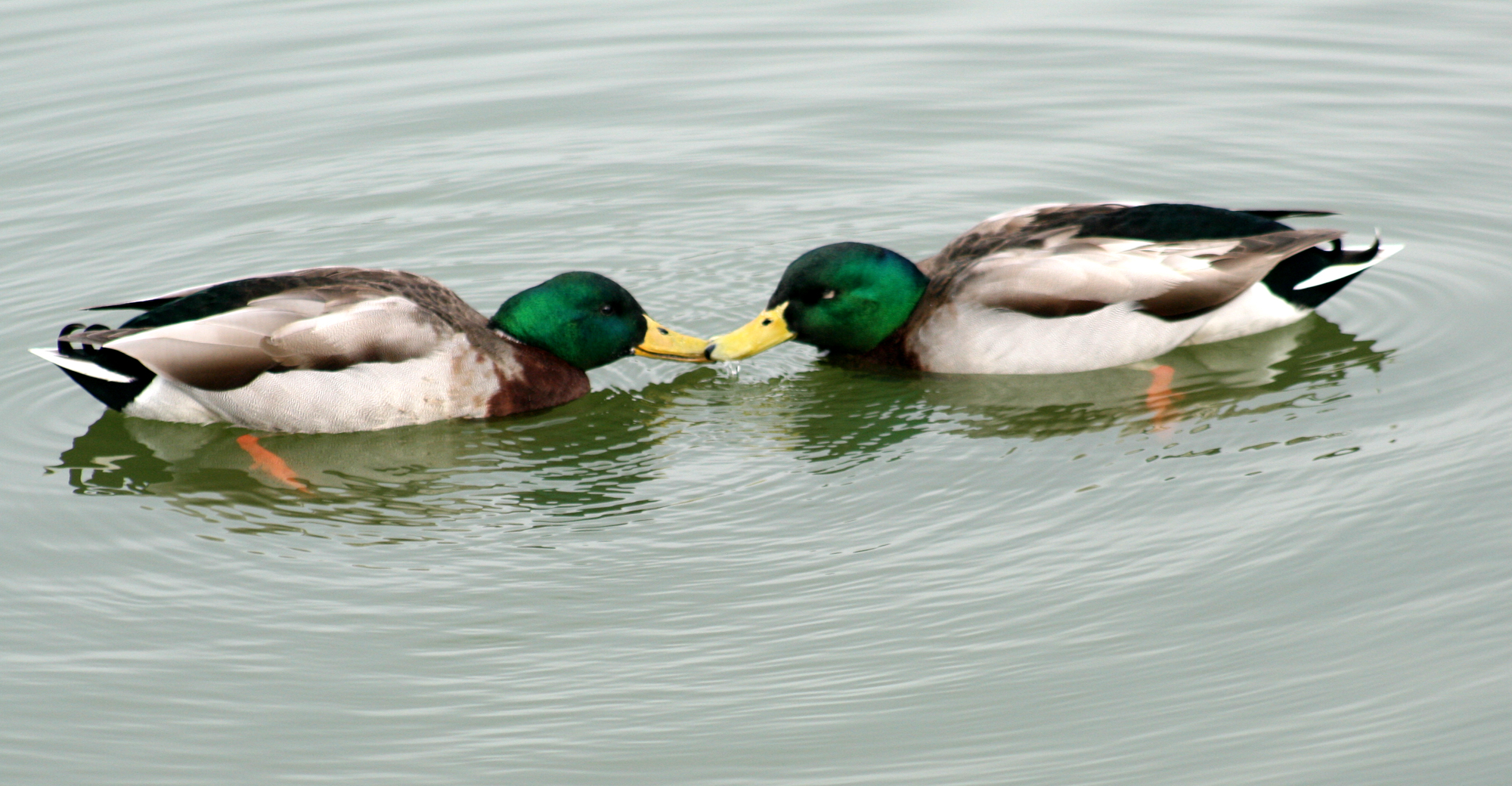
Zwei männliche Stockenten

Als homosexuelles Verhalten bei Tieren wird ein Verhalten bezeichnet, das als homo- oder bisexuell interpretiert werden kann. Dies äußert sich unter anderem durch das Balzverhalten, das Ausdrücken von Zuneigung und die Paarbindung zu gleichgeschlechtlichen Artgenossen sowie durch gleichgeschlechtliche Brutfürsorge. Wissenschaftliche Untersuchungen zeigen homosexuelles Verhalten bei Tieren in unterschiedlichen Formen. Gleichgeschlechtliches Sexualverhalten (same-sex sexual behavior, SSB) wurde bei über 1500 Tierarten festgestellt.

## Anwendung des Begriffshomosexuellauf Tiere
Der Begriff homosexuell wurde zum ersten Mal von Karl-Maria Kertbeny im Jahre 1868 verwendet, um gleichgeschlechtliche Anziehung und sexuelles Verhalten bei Menschen zu beschreiben. (vgl. im Artikel Schriften über Homosexualität) Die Verwendung dieses Begriffs in Tierstudien war aus zwei Gründen kontrovers: Die Sexualität von Tieren und die ihr zugrundeliegenden, motivierenden Faktoren sind wenig verstanden, und der Begriff hat viele stark kulturelle Konnotationen in westlichen Gesellschaften, die für nicht-menschliche Spezies irrelevant sind. Daher wurde dem homosexuellen Verhalten bei Tieren mit den Jahren unterschiedliche Begriffe gegeben, wobei man heute von gleichgeschlechtlichem Verhalten (same-sex behavior) sowie insbesondere von gleichgeschlechtlichem Sexualverhalten (same-sex sexual behavior, SSB) spricht und Begriffe wie „homo-“ oder „bisexuell“, aber auch schwul und lesbisch vermeidet.
Häufig können Forscher bei Wildtieren nicht generell das ganze Leben eines Tieres studieren und aufzeichnen, so dass deren Verhalten durch Einzelbeobachtungen interpretiert werden muss. Die korrekte Verwendung des Begriffs „homosexuell“ muss daher lauten, dass ein Tier „homosexuelles Verhalten“ oder „gleichgeschlechtliches Verhalten“ zeigt. Dennoch wird in diesem Artikel der Begriff entsprechend den Konventionen in der modernen Forschung verwendet, indem Homosexualität auf jedes sexuelle Verhalten bei Tieren angewendet wird, wo Kopulation, genitale Stimulation, Paarungsspiele und Balz zwischen gleichgeschlechtlichen Tieren auftritt. In den meisten Fällen wird angenommen, dass das homosexuelle Verhalten nur ein Teil des vollständigen sexuellen Verhaltens des Tieres ist, woraus resultiert, dass die meisten dieser Tiere eher „bisexuell“ als „homosexuell“ sind. Allerdings sind sowohl Fälle von homosexueller Präferenz als auch ausschließlich homosexueller Paare bekannt.
Nach Bruce Bagemihl zeigt das Tierreich eine weitaus größere sexuelle Vielfalt als die wissenschaftliche Gemeinschaft bisher bereit war zu akzeptieren – mit homosexueller, bisexueller und nicht-reproduktiver Ausrichtung. Bagemihl fügt hinzu, dass dies nichtsdestotrotz auch ein Zugeständnis an die menschliche Interpretation dieses Phänomens sei. Simon LeVay fügt hinzu, trotz der Häufigkeit homosexuellen Verhaltens im Tierreich sei es eher ungewöhnlich, dass einzelne Tiere dieses unter Ausschluss der Heterosexualität lange beibehalten. „Daher scheint eine homosexuelle Orientierung bei Tieren, wenn man denn davon sprechen kann, eher eine Seltenheit zu sein.“ Eine Art, bei der eine ausschließlich homosexuelle Orientierung auftritt, ist jedoch das Hausschaf, bei dem etwa 10 % der Böcke sich weigern, sich mit Weibchen zu paaren, aber dies bereitwillig mit anderen Männchen tun.
Das Sexualverhalten von Tieren nimmt dabei in derselben Tierart viele verschiedene Formen an, wobei jedoch das homosexuelle Verhalten am besten von sozialen Arten bekannt ist. Die Ursachen dieses Verhaltens müssen noch genauer verstanden werden, besonders da viele Arten noch genauer untersucht werden müssen.
Das Beobachten homosexuellen Verhaltens bei Tieren kann als Argument sowohl für als auch gegen die Akzeptanz homosexuellen Verhaltens bei Menschen genutzt werden, wobei es im Besonderen jedoch gegen das Argument genutzt wird, dass Homosexualität eine „Sünde wider die Natur“ sei. Beispielsweise wurde homosexuelles Verhalten bei Tieren durch die American Psychiatric Association und andere Gruppierungen als Argument vor dem United States Supreme Court im Fall Lawrence v. Texas genutzt, der schließlich dazu führte, dass die Homosexuellen-Gesetze von 14 Staaten abgeschafft wurden.

## Forschung
Ein Großteil der zur Verfügung stehenden Forschung spezifiziert nicht genauer zwischen ausschließlich homosexuellen Tieren und solchen, die gleichermaßen homo- wie heterosexuelles Verhalten zeigen. Dies führt dazu, dass es unter den Forschern unterschiedliche Meinungen und sich widersprechende Interpretationen bezüglich der von ihnen erhobenen Daten gibt. Zum Beispiel betont Bruce Bagemihl, dass es keine anatomischen oder endokrinologischen Unterschiede zwischen ausschließlich homosexuellen und ausschließlich heterosexuellen Tierpaaren gebe. Dennoch wurden Unterschiede in der hormonalen Zusammensetzung von sexuellen Schlüsselhormonen wie Testosteron und Estradiol gefunden, wenn ausschließlich heterosexuelle Tiere mit Tieren, die sowohl homosexuelles als auch heterosexuelle Balzverhalten zeigen, verglichen wurden.
Viele Tiere, die in Laborstudien eingesetzt werden und homosexuelles Verhalten zeigen, tun dies nicht notwendigerweise auch in freier Wildbahn. Solches Verhalten wird häufig durch Wissenschaftler während des Experimentes hervorgerufen, unter anderem durch Zerstörung eines Teils des Hirngewebes oder indem sie pränatal hohen Mengen an Steroidhormonen ausgesetzt werden. Die Informationen, die aus solchen Versuchen gewonnen werden, sind demzufolge nur bedingt aussagekräftig und können nur begrenzt auf Wildtiere angewendet werden.
Das Vorhandensein von gleichgeschlechtlichem Verhalten wurde bis vor kurzem nicht „offiziell“ beobachtet. Dies rührt sehr wahrscheinlich von beobachterbedingter Voreingenommenheit aufgrund der gesellschaftlichen Einstellung bezüglich gleichgeschlechtlichem Verhalten, unbeabsichtigter Verwechslung oder auch aus Angst von den Kollegen „lächerlich gemacht zu werden“. Janet Mann von der Georgetown University sagt: „Wissenschaftlern, die sich mit diesem Gebiet befassen, wird oft vorgeworfen, eine bestimmte Agenda zu verfolgen, und ihre Arbeit wird häufig schärfer geprüft als die ihrer Kollegen, die sich mit anderen Gebieten befassen.“ Des Weiteren wurde bemerkt: „Nicht jeder sexuelle Akt hat eine reproduktive Funktion … das trifft sowohl auf Menschen als auch auf Tiere zu.“ Dies scheint unter sozialen Vögeln und Säugetieren, insbesondere unter den Meeressäugern und den Primaten, weitverbreitet zu sein. Das wirkliche Ausmaß von Homosexualität bei Tieren ist jedoch nicht bekannt. Während Studien homosexuelles Verhalten für eine bestimmte Anzahl an Arten nachweisen, schätzt Petter Bøckman, der wissenschaftliche Betreuer der Ausstellung Against Nature?, dass das ganze Ausmaß dieses Phänomens deutlich größer sei als bisher angenommen:
„Bisher wurde noch keine Art gefunden, bei der sich homosexuelles Verhalten nicht zeigt, mit der Ausnahme von Arten, die sich nicht geschlechtlich vermehren, wie Seegurken oder Blattläuse. Des Weiteren ist ein Teil des Tierreichs hermaphrodit, das heißt wirklich bisexuell. Für diese gibt es praktisch keine Homosexualität.“
Diesbezüglich zitiert Bagemihl:

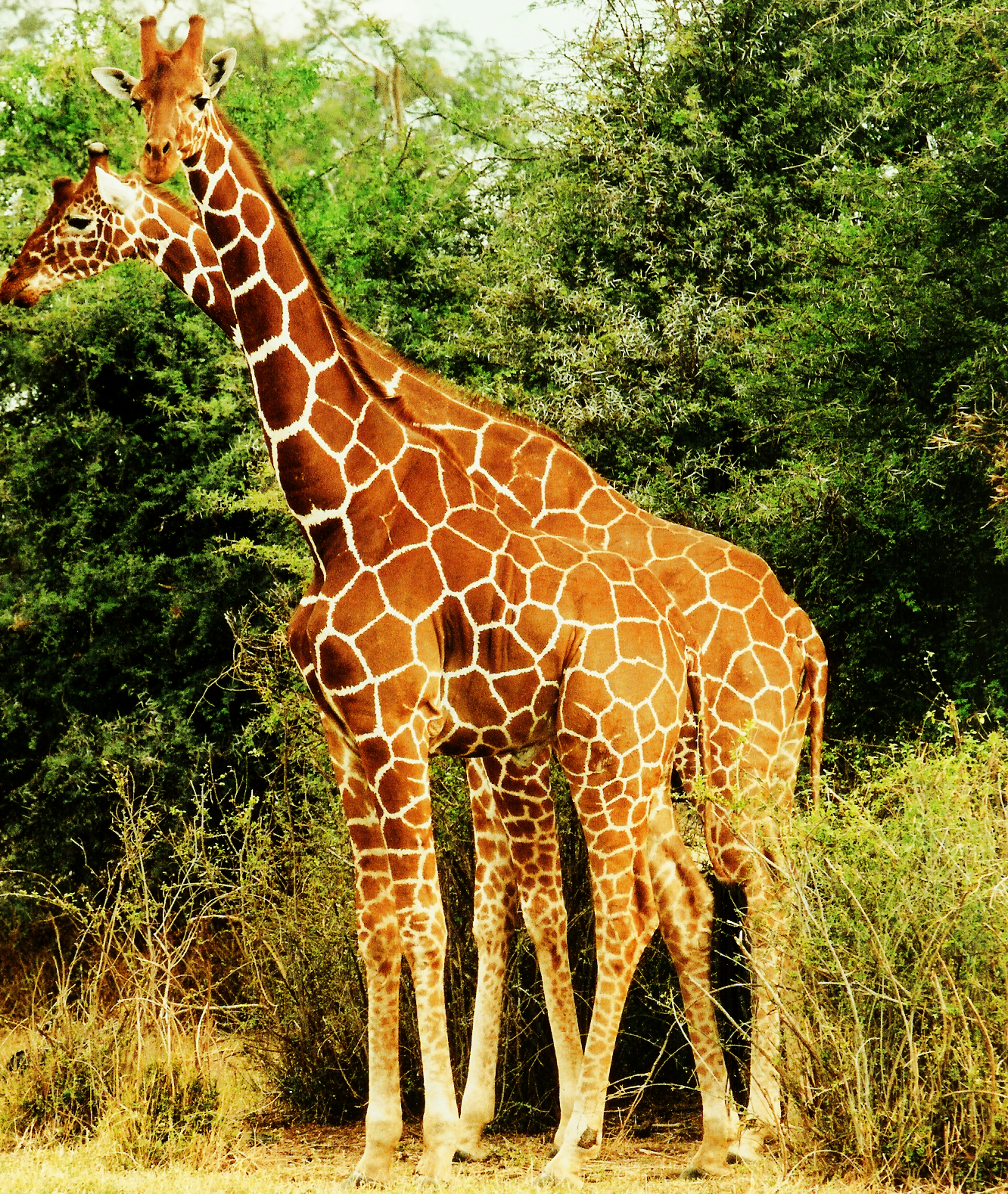
Ein Beispiel, bei dem homosexuelles Verhalten übersehen wurde: Neun von zehn Paarungen bei Giraffen erfolgen zwischen männlichen Tieren.

„Jedem Männchen, das ein Weibchen berochen hat, wurde ein sexuelles Motiv unterstellt, während Analverkehr zwischen Männchen mit Orgasmus sich um Dominanz, Wettbewerb oder Begrüßung drehte.“

Einige Forscher glauben, dass dieses Verhalten seinen Ursprung in der männlichen sozialen Organisation und Dominanz habe, gleich den Dominanzmerkmalen, die sich in Gefängnissexualität äußern. Forscher wie Bagemihl, Joan Roughgarden, Thierry Lodé and Paul Vasey nehmen an, dass die soziale Funktion von Sex (sowohl homo- als auch heterosexuell) nicht notwendigerweise mit Dominanz verknüpft ist, sondern dazu dient, soziale Gemeinschaften und Verbindungen in einer Gruppe zu stärken. Andere wiederum argumentieren, dass die Theorie der sozialen Organisation nicht angemessen sei, da sie einige Aspekte homosexuellen Verhaltens nicht beschreiben könne. Beispielsweise kommt es bei Pinguinen vor, dass männliche Tiere eine lebenslange Partnerschaft eingehen und sich weigern, sich mit Weibchen zu paaren, wenn ihnen die Gelegenheit dazu gegeben wird. Obwohl einige solcher Berichte zunächst nur anekdotischer Natur sind, wächst dennoch der wissenschaftliche Beitrag, der bestätigt, dass permanente Homosexualität nicht nur in Arten mit permanenter Paarbindung, sondern auch bei nicht monogamen Arten, wie bei Schafen, vorkommt. Einem Bericht über Schafe zufolge zeigen ungefähr 8 % der Böcke, wenn ihnen die Möglichkeit gegeben wird, sexuelle Präferenz für männliche Partner (männlich-orientierte Böcke). Im Gegensatz dazu bevorzugen die meisten anderen Böcke weibliche Partner (weiblich-orientierte Böcke). Die Forscher haben eine Zellgruppe im medialen präoptischen Gebiet (medial preoptic area) des vorderen Hypothalamus von adulten Schafen des entsprechenden Alters gefunden, die in adulten Böcken signifikant größer war als bei den weiblichen Schafen.
Tatsächlich ist es so, dass offensichtlich homosexuelle Individuen von allen traditionellen domestizierten Tierarten bekannt sind, von Schafen über Rinder und Pferde sowie von Katzen, Hunden und Wellensittichen.
Seit einigen Jahren werden von den Zoos weltweit von Sydney über Amsterdam bis Köln und München Führungen zum homosexuellen Verhalten von Tieren angeboten.

## Grundlage

### Physiologische Grundlage
Eine eindeutige physiologische Erklärung oder Ursache für homosexuelle Aktivitäten bei Tieren konnte durch Forscher bisher noch nicht gefunden werden. Zahlreiche Wissenschaftler sind der Meinung, dass schwankende Level (entweder höher oder niedriger) der Sexualhormone der Tiere, zusätzlich zur Größe der Keimdrüsen, eine direkte Rolle beim Sexualverhalten und dem dazu gehörenden präferierten Partnergeschlecht spiele. Andere argumentieren beständig, dass keine Belege existieren, um diese These zu stützen, wenn Tiere einer bestimmten Art, die ausschließlich homosexuelles Verhalten zeigen, mit solchen verglichen werden, die dies nicht tun. Schlussendlich gibt es Hinweise aus umfangreichen endokrinologischen Studien, die sowohl die eine als auch die andere These stützen. Forscher haben keine Beweise für einen Unterschied in der Größe der Keimdrüsen oder der Menge an Sexualhormonen von ausschließlich homosexuellen Westmöwen und Ringschnabelmöwen gefunden. Dennoch fand man bei bisexuellen Böcken, dass diese niedrigere Niveaus an Testosteron und Estradiol im Blut und kleinere Gonaden hatten, als die entsprechenden heterosexuellen Tiere.
Zusätzliche Studien in Bezug auf die Hormonbeteiligung bei homosexuellem Verhalten zeigen, dass es die Wahrscheinlichkeit homosexuellen Verhaltens erhöht, wenn Testosteron oder Estradiol an weibliche Tiere gegeben wird. Zusätzlich bewirkt die Anhebung des Hormonniveaus während einer Trächtigkeit des Tiers eine erhöhte Wahrscheinlichkeit, dass homosexuelle Nachkommen geboren werden.

### Genetische Grundlage
Forscher haben herausgefunden, dass das Inaktivieren des Fucose-Mutarotase-Gens, welches den Östrogenspiegel reguliert, in weiblichen Labormäusen dazu führt, dass sie sich wie Männchen verhalten, wenn sie aufwachsen. Eine weitere Studie fand heraus, dass das Manipulieren von Genen in Fruchtfliegen (Drosophila) offensichtlich homosexuelles Verhalten induzieren kann. Allerdings wurden hierbei zusätzlich zu dem homosexuellen Verhalten auch andere Verhaltensweisen beobachtet, die durch diese Mutation ausgelöst wurden.

### Neurobiologische Grundlage
Im März 2011 konnte gezeigt werden, dass Serotonin im Mechanismus der sexuellen Orientierung bei Mäusen involviert ist. Eine Studie, die an Fruchtfliegen durchgeführt wurde, zeigte, dass die Inhibition des Dopamin-Neurotransmitters laborinduziertes homosexuelles Verhalten hemmt.

## Einige ausgewählte Arten und Gruppen

### Vögel

#### Schwarzschwan

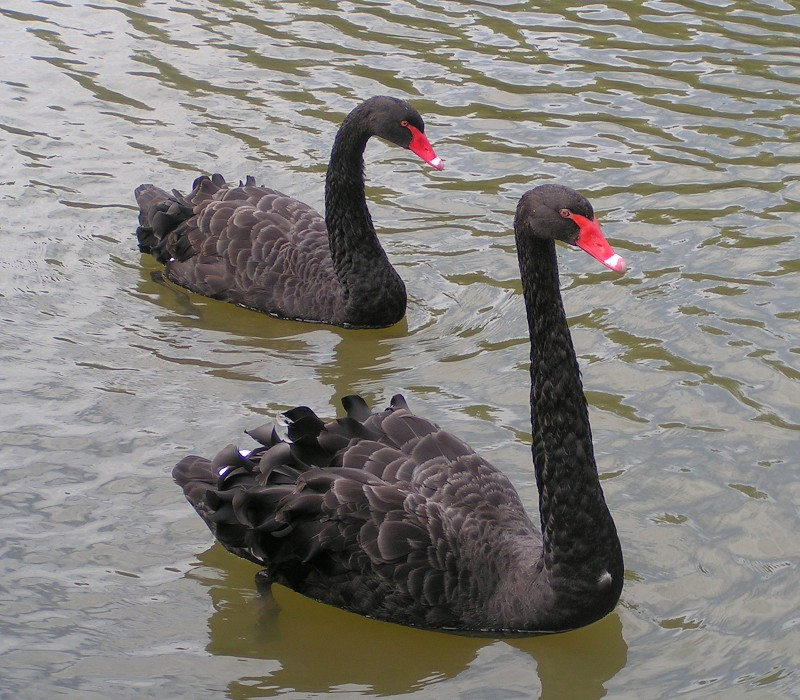
Schwarzschwan

Man schätzt, dass ein Viertel aller Schwarzschwan-Paarungen zwischen homosexuellen Männchen stattfindet. Sie stehlen Nester oder formen zeitlich begrenzte Dreiergemeinschaften (zwei Männchen, ein Weibchen), um Eier zu erhalten, wobei sie das Weibchen vertreiben, nachdem es die Eier gelegt hat. Von den Jungschwänen homosexueller Paare erreichen mehr das Erwachsenenalter als von heterosexuellen Paaren, möglicherweise aufgrund der besseren Fähigkeit, größere Territorien zu verteidigen. Dieselbe Schlussfolgerung ergibt sich ebenso für männliche Flamingo-Paare bei der Aufzucht von Jungvögeln.

#### Möwen
Studien haben gezeigt, dass 10 bis 15 Prozent weiblicher Westmöwen in einigen Wildpopulationen homosexuelles Verhalten zeigen.

#### Ibisse
Forschung hat gezeigt, dass der Umweltschadstoff Methylquecksilber die Prävalenz homosexuellen Verhaltens beim Schneesichler erhöht. In der Studie wurden Küken unterschiedlichen Dosierungen der Chemikalie ausgesetzt und das Ausmaß homosexuellen Verhaltens im Erwachsenenalter gemessen. Die Studie kam zu dem Schluss, dass mit zunehmender Dosis an Methylquecksilber auch die Wahrscheinlichkeit des Auftretens homosexuellen Verhaltens erhöht wurde. Man nimmt an, dass die Blockierung endokriner Funktionen durch Quecksilber eine mögliche Ursache sexueller Umorientierung auch in anderen Vogelarten ist.

#### Enten

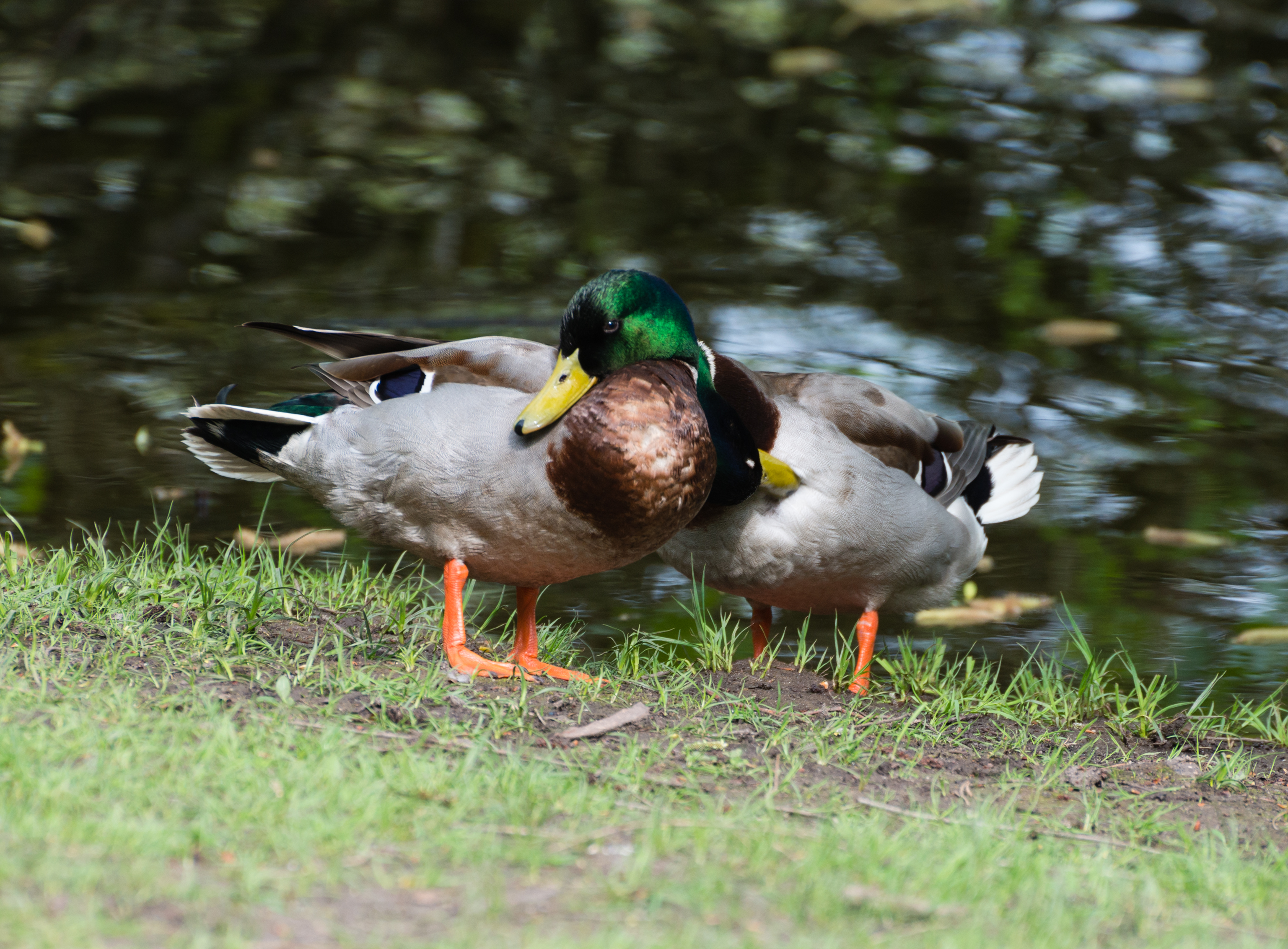
Zwei männliche Stockenten

Stockenten formen heterosexuelle Paare nur, bis das Weibchen Eier legt, woraufhin das Männchen dann das Weibchen verlässt. Stockenten haben eine für Vögel ungewöhnlich hohe Rate an männlich-männlichem Sexualverhalten, das kann in einigen Populationen bis zu 19 Prozent der Paare betreffen. Kees Moeliker vom Natuurhistorisch Museum Rotterdam hat eine männliche Stockente beobachtet, die homosexuelle Nekrophilie zeigte.

#### Pinguine
Dass Pinguine homosexuelles Verhalten zeigen, ist schon seit dem Jahr 1911 bekannt. George Murray Levick dokumentierte dieses Verhalten bei Adeliepinguinen am Kap Adare und beschrieb es als „verkommen“ (engl. „depraved“). Dieser Report wurde zur damaligen Zeit als zu schockierend für die Öffentlichkeit gehalten und die Veröffentlichung unterdrückt. Der Report wurde über 100 Jahre später wiederentdeckt und im Juni 2012 veröffentlicht.
Im Februar 2004 berichtete die New York Times, dass Roy und Silo, ein männliches Zügelpinguin-Paar im Central Park Zoo in New York City erfolgreich ein weibliches Küken aus einem befruchteten und ihnen überlassenem Ei ausgebrütet und aufgezogen haben. Auch von anderen Pinguinen im New Yorker Zoo wurde berichtet, dass sie gleichgeschlechtliche Paare bilden.
Zoos in Japan und Deutschland haben ebenso männliche homosexuelle Pinguin-Paare dokumentiert. Es zeigte sich, dass diese Paare zusammen Nester bauen und einen Stein als Ersatz für ein Ei benutzen. Forscher der Rikkyō-Universität in Tokyo fanden insgesamt 20 homosexuelle Paare in 16 großen Aquarien und Zoos in Japan.
Der Zoo am Meer in Bremerhaven versuchte, den gefährdeten Humboldt-Pinguin nachzuzüchten, indem weibliche Tiere aus Schweden importiert und drei männliche Paare getrennt wurden. Dies war jedoch nicht erfolgreich, da die Beziehungen zwischen den homosexuellen Paaren zu stark waren. Deutsche Homosexuellen-Gruppierungen protestierten gegen diesen Versuch, die männlich-männliche Paarbindung aufzulösen, wohingegen jedoch die Zoodirektorin gesagt haben soll: „Wir wissen nicht, ob die drei Männerpaare tatsächlich homosexuell sind oder ob sie sich nur aus Mangel an Weibchen zusammengetan haben“ und weiter: „Dabei will hier niemand mit Gewalt gleichgeschlechtliche Paare trennen.“
Ein Paar männlicher Magellan-Pinguine, die sich sechs Jahre lang im San Francisco Zoo einen Bau teilten und als Ersatzväter ein Küken aufzogen, trennte sich, als das Männchen eines heterosexuellen Paares in der Nachbarhöhle starb und das Weibchen einen neuen Partner suchte.
Buddy und Pedro, ein männliches Paar Brillenpinguine, wurden im Toronto Zoo getrennt, um sich mit Weibchen zu paaren. Buddy hat sich seitdem mit einem Weibchen gepaart.
Suki und Chupchikoni sind zwei weibliche Brillenpinguine, die sich in der Ramat Gan Safari in Israel zusammenfanden. Bis zu einem Bluttest hatte man Chupchikoni für ein Männchen gehalten.
Im Jahr 2014 wurden die beiden Humboldt-Pinguine Jumbs und Kermit im Wingham Wildlife Park in Kent Gegenstand internationaler medialer Aufmerksamkeit, als sie, nachdem sie schon einige Jahre als homosexuelles Paar gelebt hatten, erfolgreich ein Ei ausbrüteten, das Mutter und Vater nach der Hälfte der Brutzeit verlassen hatten, und das Küken als Ersatzeltern großzogen.

#### Geier
Im Jahr 1998 waren zwei männliche Gänsegeier mit Namen Dashik und Yehuda im Jerusalem Biblical Zoo in „offenen und energetischen Sex“ verwickelt und bauten ein Nest. Die Zoowärter gaben ihnen ein künstliches Ei, welches die beiden gemeinsam bebrüteten, woraufhin die Pfleger es nach 45 Tagen durch einen Jungvogel ersetzten. Das Küken wurde von beiden Geiern gemeinsam aufgezogen. Ein paar Jahre später interessierte sich Yehuda jedoch für ein Weibchen, das in die Voliere gebracht wurde. Dashik wurde depressiv und letztendlich in den zoologischen Forschungsgarten der Tel Aviv University gebracht, wo auch er mit einem Weibchen ein Nest baute.
Zwei homosexuelle männliche Geier im Allwetter Zoo in Münster bauten zusammen ein Nest, obwohl sie durch andere Geier drangsaliert und ihr Nistmaterial gestohlen wurde. Sie wurden schließlich getrennt und es wurde versucht, sie zum Brüten zu bewegen, indem man sie mit weiblichen Geiern zusammensetzte. Dies wurde durch Proteste von Gruppierungen homosexueller Personen begleitet.

#### Tauben
Sowohl männliche als auch weibliche Tauben zeigen manchmal homosexuelles Verhalten. Zusätzlich bauen gleichgeschlechtliche Taubenpaare Nester und Hennen legen (unbefruchtete) Eier und versuchen, sie auszubrüten.

### Säugetiere

#### Großer Tümmler
Delfine unterschiedlicher Arten zeigen homosexuelles Verhalten; beim Großen Tümmler ist es am besten untersucht. Sexuelle Begegnungen zwischen Weibchen zeigen die Form von Schnauze-Genital-Propulsion, wobei ein Weibchen die Schnauze in die Genitalöffnung eines anderen steckt und dabei sanft vorwärts schwimmt. Zwischen Männchen beinhaltet das homosexuelle Verhalten das Reiben der Genitalien aneinander, das manchmal dazu führt, dass Männchen Bauch an Bauch schwimmen, wobei der Penis in die Genitalöffnung oder den Anus des anderen eingeführt wird.
Janet Mann von der Georgetown University argumentiert, dass die starken persönlichen Verhalten zwischen männlichen Delfin-Kälbern zu einer starken Bindung führe und der gesamten Art in einem evolutionären Kontext förderlich sei. Sie zitiert Studien, die zeigen, dass diese Delfine im späteren Leben im weiteren Sinne bisexuell sind, die männlichen Bindungen Schutzfunktion haben und auch dazu führen, dass Weibchen zur Reproduktion gefunden werden. Konfrontationen zwischen Herden von Großen Tümmlern und dem Zügeldelfin, einer verwandten Art, führen manchmal zu homosexuellem Verhalten zwischen den Arten und weniger zu Kämpfen.

#### Amazonasdelfin
Beim Amazonasdelfin aus der Familie der Amazonas-Flussdelfine zeigte sich, dass dieser in Gruppen von drei bis fünf Individuen Gruppensex betreibt. Die Gruppen bestehen gewöhnlich aus jungen Männchen und manchmal ein bis zwei Weibchen. Sex wird häufig auf nicht-reproduktive Art und Weise betrieben, indem die Schnauzen und Finnen benutzt und die Genitalien aneinander gerieben werden, unabhängig vom Geschlecht. In Gefangenschaft wurden die Amazonasdelfine manchmal dabei beobachtet, sowohl homosexuelle als auch heterosexuelle Penetrationen des Atemlochs vorzunehmen. Da das Atemloch homolog zum Nasenloch ist, ist diese Beobachtung die einzige von nasalem Sex im Tierreich. Die Männchen haben manchmal auch Sex mit Amazonas-Sotalia-Männchen, einer kleinen Delfinart aus der Familie der Delfine.

#### Amerikanischer Bison

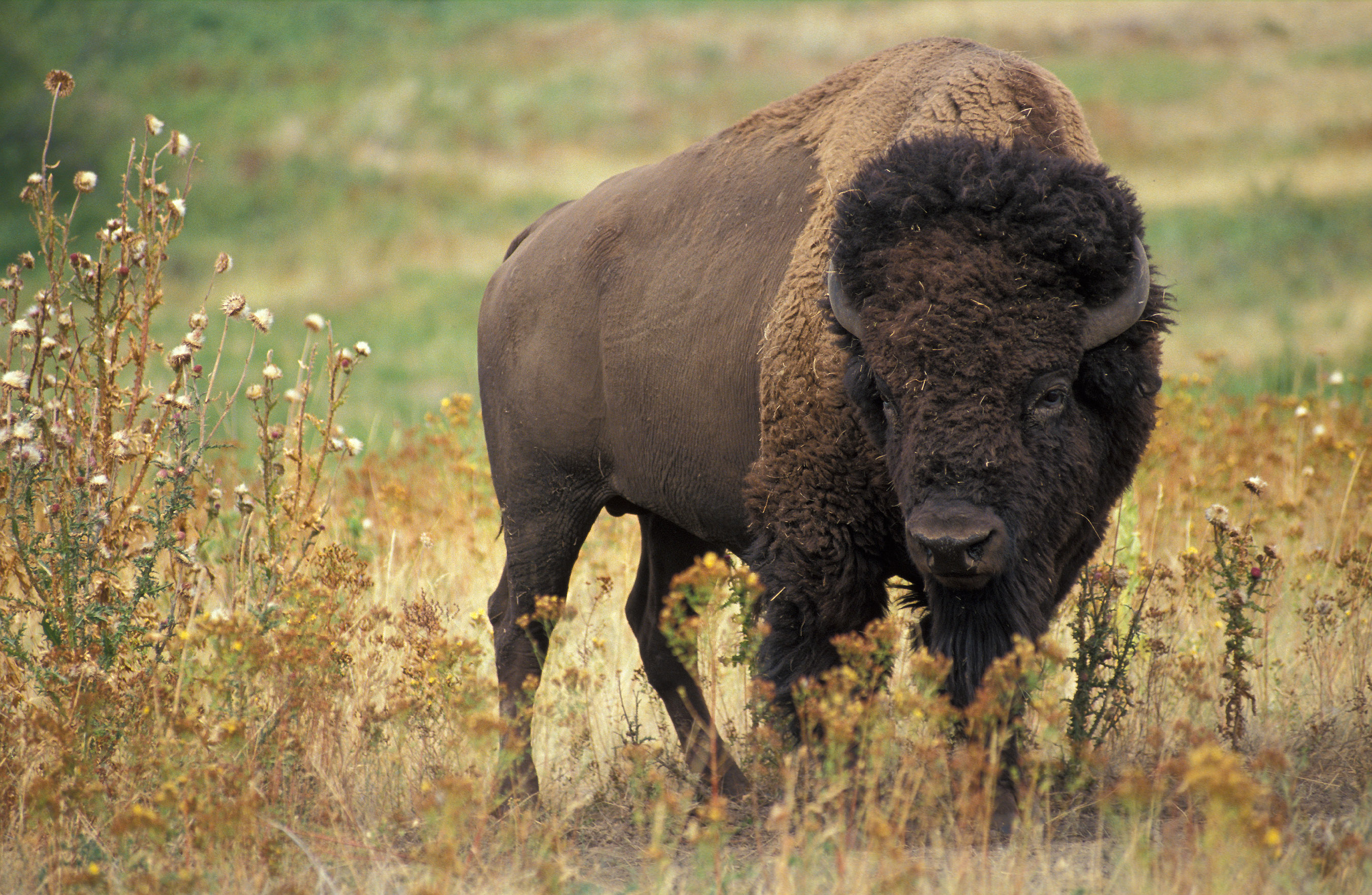
Amerikanischer Bison

Beim Amerikanischen Bison wurden Balz, Aufspringen und volle anale Penetration zwischen Bullen beobachtet. Die Okipa-Zeremonie des Mandan-Volks endet in einem Schauspiel dieses Verhaltens, um die Rückkehr des Büffels im nächsten Jahr zu sichern. Des Weiteren ist das Besteigen eines Weibchens durch ein anderes sehr verbreitet. Dieses Verhalten ist hormongesteuert und mit dem Aufkommen der Brunft synchronisiert, insbesondere in Gegenwart eines Bullen.

#### Bonobo und andere Menschenaffen

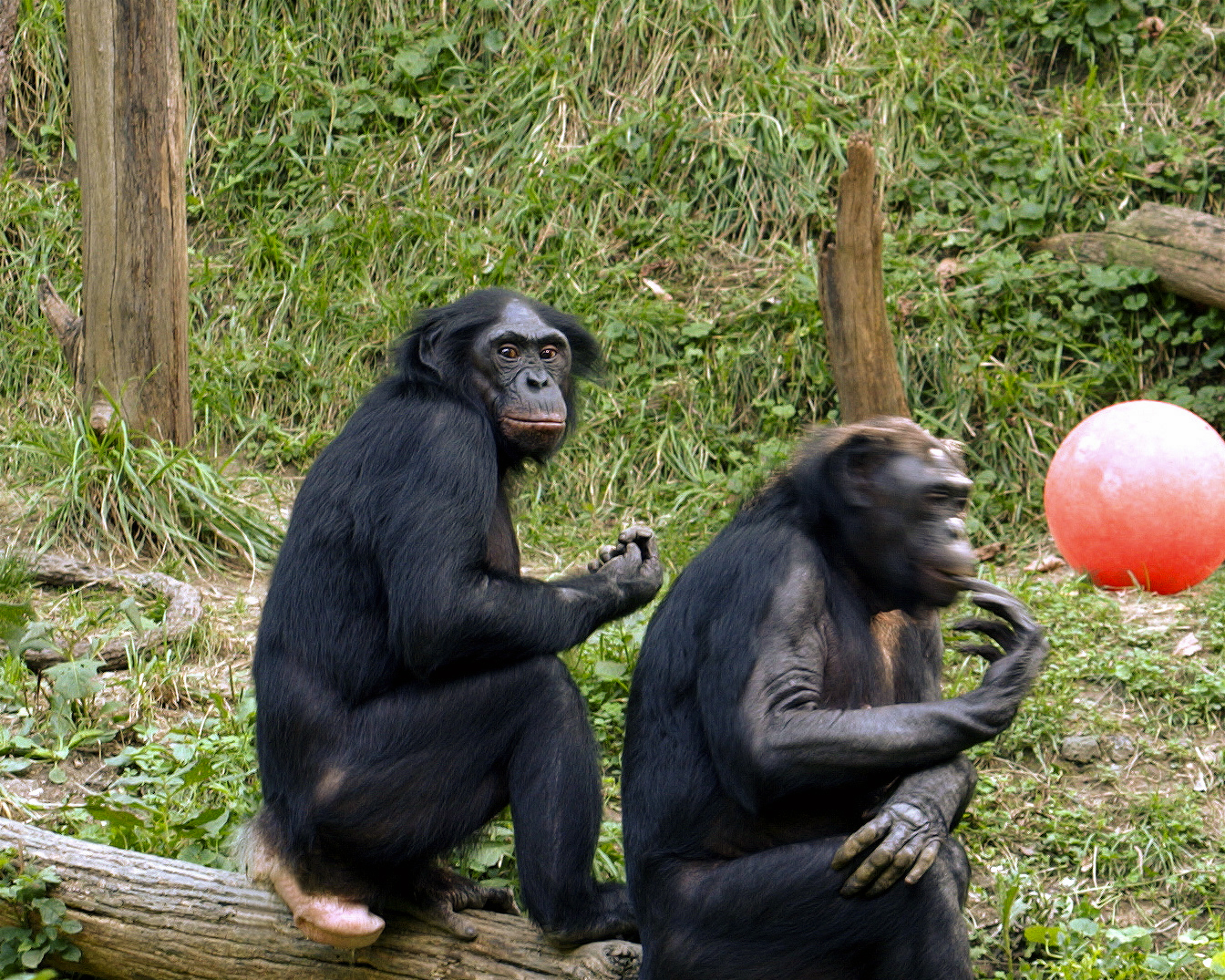
Bonobo

Bonobos, die in einer für Menschenaffen ungewöhnlichen matriarchalen Gesellschaft leben, sind vollkommen bisexuell, wobei sowohl Männchen als auch Weibchen homo- und heterosexuelles Verhalten zeigen. Insbesondere zeigen die Weibchen ausgeprägtes homosexuelles Verhalten. Circa 60 % aller sexuellen Aktivitäten unter Bonobos treten zwischen zwei oder mehr Weibchen auf. Während das homosexuelle Verhalten bei Bonobos den größten Prozentsatz unter allen Arten zeigt, wurde dies doch bei allen Menschenaffen (zu denen auch der Mensch gehört) sowie einigen anderen Primaten beobachtet.
Frans de Waal bemerkte bei der Bonobo-Beobachtung, dass homosexuelles Verhalten zur Konfliktvermeidung dient. Wenn es irgendetwas gibt, das das gleichzeitige Interesse mehrerer Bonobos weckt, führt dies häufig zu sexuellen Kontakten. Wird eine Pappschachtel in ein Bonobogehege geworfen und zwei Bonobos nähern sich an, so beobachtet man, dass sich diese zunächst besteigen, bevor sie mit der Schachtel spielen. Solche Situationen führen häufig zu Zank. Dennoch sind die Bonobos recht tolerant, möglicherweise weil sexuelle Aktivitäten die Aufmerksamkeit ablenken und Spannungen reduzieren.
Sex zwischen Bonobos entsteht häufig aus einem aggressiven Kontext, der nicht mit Nahrung in Zusammenhang steht. Ein eifersüchtiges Männchen mag ein anderes von einem Weibchen verscheuchen, wobei die beiden sich danach wieder zusammenfinden und ihre Skrota aneinander reiben. Ein weiteres Beispiel: Ein Weibchen schlägt ein fremdes Jungtier, die Mutter stürzt sich anschließend auf den Aggressor, worauf beide ihre Genitalien aneinander reiben.

#### Japanmakak
Bei den Japanmakaken treten homosexuelle Beziehungen häufig auf, wobei sich die Häufigkeit in unterschiedlichen Gruppen unterscheiden kann. Weibchen formen Partnerschaften, die sich durch soziale Zuneigung und sexuelle Aktivitäten charakterisieren. In einigen Gruppen tun dies bis zu einem Viertel der Weibchen, und diese Beziehungen können von ein paar Tagen bis zu mehreren Wochen andauern. Häufig resultieren daraus starke und anhaltende Freundschaften. Männchen haben ebenfalls gleichgeschlechtliche Partnerschaften, typischerweise mit mehreren Männchen derselben Altersgruppe, in denen es zu Zuneigung und spielerischen Aktivitäten kommt.

#### Elefanten
Männchen von Afrikanischen Elefanten wie auch von Asiatischen Elefanten zeigen gleichgeschlechtliche Bindungen und Aufsprungverhalten. Dies steht häufig in Zusammenhang mit Zuneigung, Küssen, dem Verschlingen der Rüssel und indem der Rüssel in den Mund des anderen gesteckt wird. Männliche Elefanten, die abseits der eigentlichen Herde leben, formen Partnerschaften, die häufig aus einem älteren und ein bis zwei jüngeren Tieren bestehen, wobei das Sexualverhalten häufig ein wichtiger Teil der sozialen Dynamik ist. Ungleich heterosexuellen Partnerschaften, die häufig nur vorübergehender Natur sind, dauern homosexuelle Partnerschaften zwischen Männchen mehrere Jahre. Das homosexuelle Zusammentreffen gleicht dem heterosexuellen, wobei ein Männchen häufig den Rüssel entlang des Rückens des Partners führt und die Stoßzähne vordrückt, um das Aufspringen zu signalisieren. Gleichgeschlechtliche Beziehungen sind bei beiden Geschlechtern verbreitet und häufig, wobei bei Asiatischen Elefanten in Gefangenschaft etwa 45 % ihrer sexuellen Aktivitäten gleichgeschlechtlicher Natur sind.

#### Giraffen
Männliche Giraffen wurden dabei beobachtet, in überdurchschnittlich hoher Häufigkeit homosexuell aktiv zu sein. Nach aggressivem „Necking“ („Hälseln“) zweier Männchen treten der Austausch von Zärtlichkeiten und das umeinander Werben gehäuft auf, was auch häufig zum Aufspringen und Klimax führt. Solche Interaktionen zwischen Männchen wurden häufiger als heterosexuelle Paarungen beobachtet. In einer Studie fanden bis zu 94 % der Aufsprünge zwischen Männchen statt. Das Verhältnis gleichgeschlechtlicher Aktivitäten variiert zwischen 30 % und 75 %, und zu beliebigen Zeiten war eines von 20 Männchen in nicht-kämpferischem „Necking“ mit einem anderen Männchen involviert. Nur 1 % gleichgeschlechtlicher Aufsprünge erfolgten unter Weibchen.

#### Löwen
Sowohl männliche als auch weibliche Löwen wurden dabei beobachtet, homosexuell aktiv zu sein. Männliche Löwen gehen für einige Tage Paarbindungen ein. Homosexuelle Aktivität zeigt sich durch zugeneigtes Reiben der Schnauzen, das zum Aufspringen führt. Ungefähr 8 % aller Paarungen finden zwischen Männchen statt. Paarungen zwischen Weibchen sind aus der Gefangenschaft bekannt, wurden aber noch nicht in der Wildnis beobachtet.

#### Iltisse
Der Europäische Iltis wurde bei homosexuellem Verhalten beobachtet. Ausschließliche Homosexualität mit Aufspringen und analer Penetration hat bei dieser solitären Art keine ersichtliche Funktion.

#### Schafe
Den Schafen ist bisher eine hohe Aufmerksamkeit zugekommen, da ca. 8–10 % der Böcke ausschließlich homosexuelles Verhalten zeigen. Des Weiteren sind ca. 18–22 % aller Böcke bisexuell.
Eine Studie der Oregon Health and Science University besagt, dass Homosexualität bei männlichen Schafen (gefunden bei 8 % aller Böcke) mit einer Region im Gehirn der Schafe assoziiert wird, die die Autoren der Studie „oSDN“ („ovine Sexually Dimorphic Nucleus“) nennen, die bei heterosexuellen Schafen doppelt so groß ist wie bei homosexuellen.
Die Forscher berichten, dass die oSDN-Region bei heterosexuellen Böcken deutlich größer und ausgeprägter sei als bei homosexuellen Böcken und weiblichen Tieren. Zusätzlich schüttet diese Region bei heterosexuellen Böcken mehr Aromatase aus, ein Enzym, das Testosteron in Estradiol umwandelt, das eine Form von Östrogen darstellt und von dem angenommen wird, dass es das typisch männliche Sexualverhalten unterstützt. Die Aromatase-Expression war zwischen homosexuellen Böcken und weiblichen Tieren nicht unterschiedlich. Aufgrund der gegebenen Nichtaggressivität der beobachteten männlichen Schafspopulation können die unterschiedlichen Aromatase-Level auch Ausdruck des Levels an Aggression und weniger der Sexualität sein. Die Ergebnisse dieser Studie sind noch nicht durch andere Studien bestätigt worden.
Das „Merck Veterinary Manual“ betrachtet Homosexualität zwischen Schafen als regelmäßige Erscheinung und als ein Problem im Bezug auf die Viehzucht.

#### Tüpfelhyäne

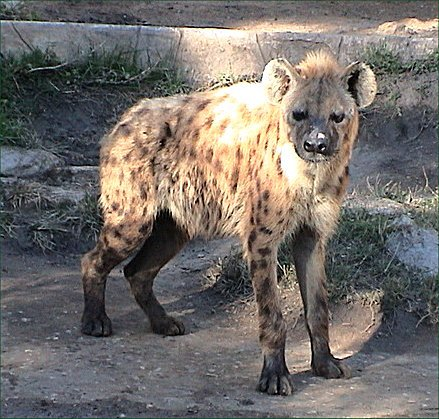
Tüpfelhyäne

Die Familienstruktur der Tüpfelhyäne ist matriarchal und Beziehungen mit starken sexuellen Elementen werden zwischen verwandten weiblichen Tieren regelmäßig beobachtet. Aufgrund der Clitoris der Hyäne, die mehr einem Penis gleicht, nahm man früher an, dass Hyänen Hermaphroditen seien, die gelegentlich Homosexualität betreiben.
Frühe Schriften, wie Physiologus und Ovids Metamorphosen behaupteten, dass die Hyäne ständig ihr Geschlecht von Männchen zu Weibchen hin- und herwechsele. Clemens von Alexandria bemerkt in Paedagogus, dass die Hyäne (zusammen mit dem Hasen) „besessen“ vom Geschlechtsverkehr sei. Viele Europäer assoziierten die Hyäne mit sexueller Verdorbenheit, Prostitution, abartigem sexuellen Verhalten und sogar Hexerei.
Tatsächlich steckt hinter diesen Berichten das sexuell aggressive Verhalten zwischen weiblichen Tieren, das auch das Aufspringen mit einschließt. Forschung hat gezeigt, dass, im Gegensatz zu anderen weiblichen Säugetieren, weibliche Tiere der Gattung Crocuta eine männliche Erscheinung haben, größer als die Männchen und wesentlich aggressiver sind.
Die Untersuchung des ungewöhnlichen und einzigartigen Genitaltrakts der Hyänen und des aggressiven Verhaltens legen nahe, dass aggressivere Weibchen besser um Ressourcen, Futter und Paarungspartner kämpfen können.
Forschung hat gezeigt, dass erhöhte Testosteronspiegel in utero zu erhöhter Aggressivität beitragen; sowohl Männchen als auch Weibchen besteigen Partner desselben oder des anderen Geschlechts, die dann wiederum aufgrund der geringeren Menge an Testosteron eher unterwürfig sind.

### Andere

#### Eidechsen
Weibchen einiger Schienenechsenarten sind fähig, sich durch Parthenogenese (Jungfernzeugung) fortzupflanzen, weshalb Männchen selten sind und sexuelle Fortpflanzung für gewöhnlich nicht vorkommt. Die Weibchen zeigen Sexualverhalten, das die Ovulation anregt und sich an ihrem normalen hormonellen Zyklus orientiert. Weibchen, die eine geringe Menge Östrogen aufweisen, nehmen dabei den männlichen Part ein. Weibchen, die zu dem Zeitpunkt einen hohen Östrogen-Level aufweisen, nehmen die weiblichen Rollen ein.
Eidechsen, die dieses Balzverhalten betreiben, zeigen dabei aufgrund des so erzeugten Anstiegs der Hormone eine größere Fruchtbarkeit als solche, die in Isolation gehalten werden. Sexuelle Aktivität erhöht somit die Chancen auf erfolgreiche Reproduktion, auch wenn den Nachkommen das volle Genom weitergegeben wird und nicht, wie bei der geschlechtlichen Fortpflanzung, nur 50 %.
Einige Gecko-Arten können sich ebenso durch Parthenogenese fortpflanzen.

#### Insekten und Spinnentiere
Es gibt Anhaltspunkte, dass mindestens 110 Insekten- und Spinnenarten homosexuelles Verhalten zeigen. Homosexuelles Verhalten bei Insekten wurde unter Wissenschaftlern stark debattiert. Obwohl verschiedene Theorien vorgeschlagen wurden, ist die führende Behauptung jedoch die, dass männliche Homosexualität, die bei einigen Insektenarten zu bis zu 85 % vorkommen soll, das Resultat von falsch zugeschriebenen Geschlechtern ist. Indem die Fortpflanzung mit einem Weibchen ausgeschlagen wird, verliert das Männchen mehr, als es im Gegenzug durch homosexuelle Handlungen mit einem anderen männlichen Tier gewinnt.

##### Libellen

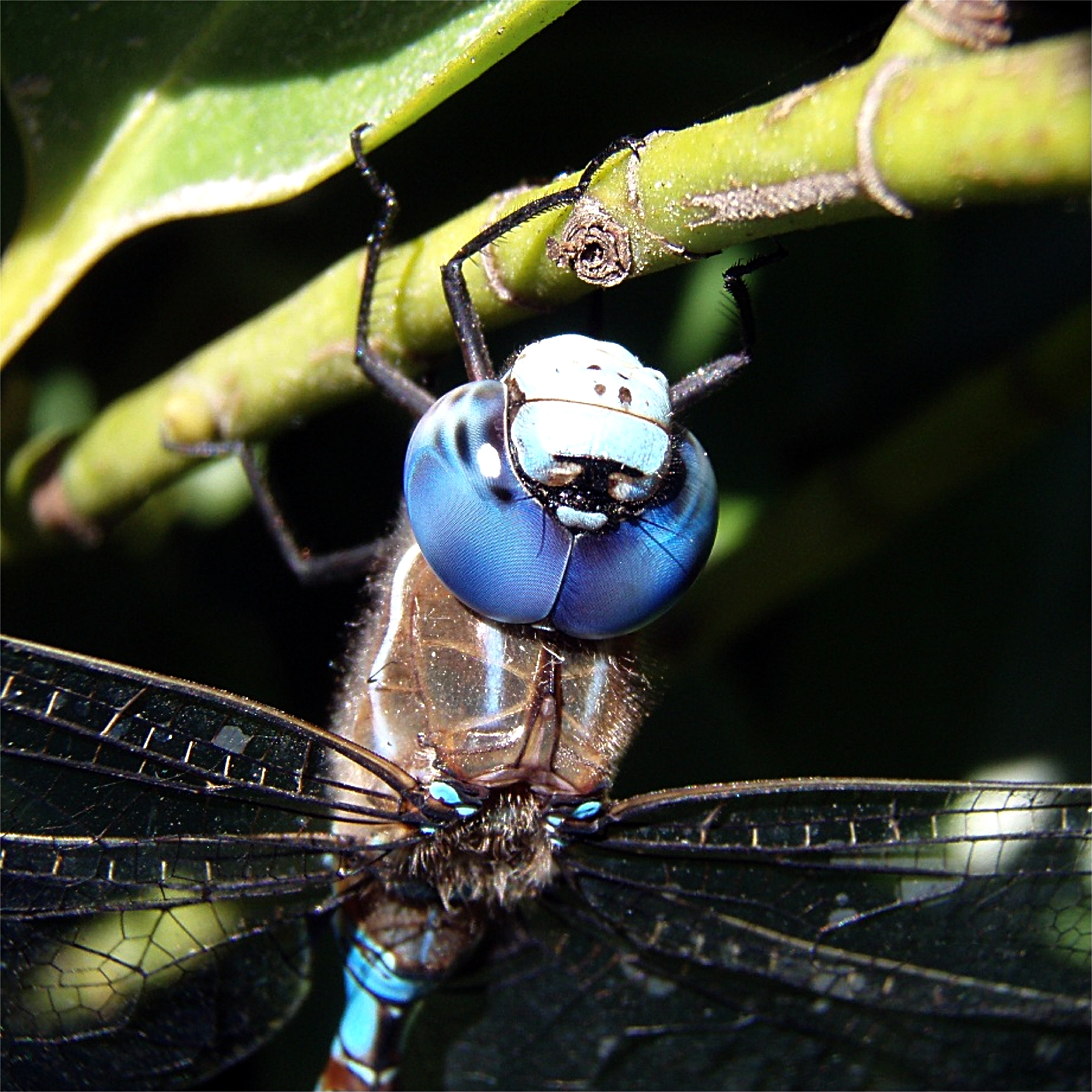
Basiaeschna janata

Männliche Homosexualität wurde bei einigen Arten der Großlibellen aus der Ordnung der Libellen angenommen. Der Kopulationsapparat der Kleinlibellen und Großlibellen fügt den Weibchen bei der Paarung charakteristische Schäden am Kopf zu. Eine Untersuchung von 11 Arten von Klein- und Großlibellen hat gezeigt, dass diese Kopfschäden bei 20–80 % der Männchen gefunden werden, was auf einen hohen Anteil an männlichen Paarungen schließen lässt.

##### Taufliegen
Männliche Tiere der Schwarzbäuchigen Taufliege Drosophila melanogaster tragen zwei Kopien eines mutanten Allels im fruitless-Gen und paaren sich ausschließlich mit anderen Männchen. Die genetische Grundlage der animalischen Homosexualität wurde bei D. melanogaster untersucht. Verschiedene Gene, die homosexuelles Balzen und homosexuelle Paarungen verursachen, wurden identifiziert. Es wird vermutet, dass diese Gene das Verhalten durch Pheromone sowie durch Änderung der Hirnstruktur kontrollieren. Diese Studien untersuchten auch, mit welcher Wahrscheinlichkeit Umwelteinflüsse homosexuelles Verhalten hervorbringen.

##### Bettwanze
Männliche Bettwanzen sind von jedem frisch genährten Individuum angezogen, was in homosexuellen Paarungen resultiert. Dies passiert auch bei heterosexuellen Paarungen, wobei es zu traumatischer Insemination  kommt, indem der nadelartige Penis in das Abdomen des Weibchens gebohrt wird. Bei homosexuellen Paarungen führt dies zu Verletzungen am Abdomen, da Männchen das entsprechende weibliche Gegenstück, die Spermalege, fehlt. Männchen produzieren deshalb ein Alarmpheromon, um die Wahrscheinlichkeit solch homosexueller Paarungen zu reduzieren.